# Jacobus Koolen

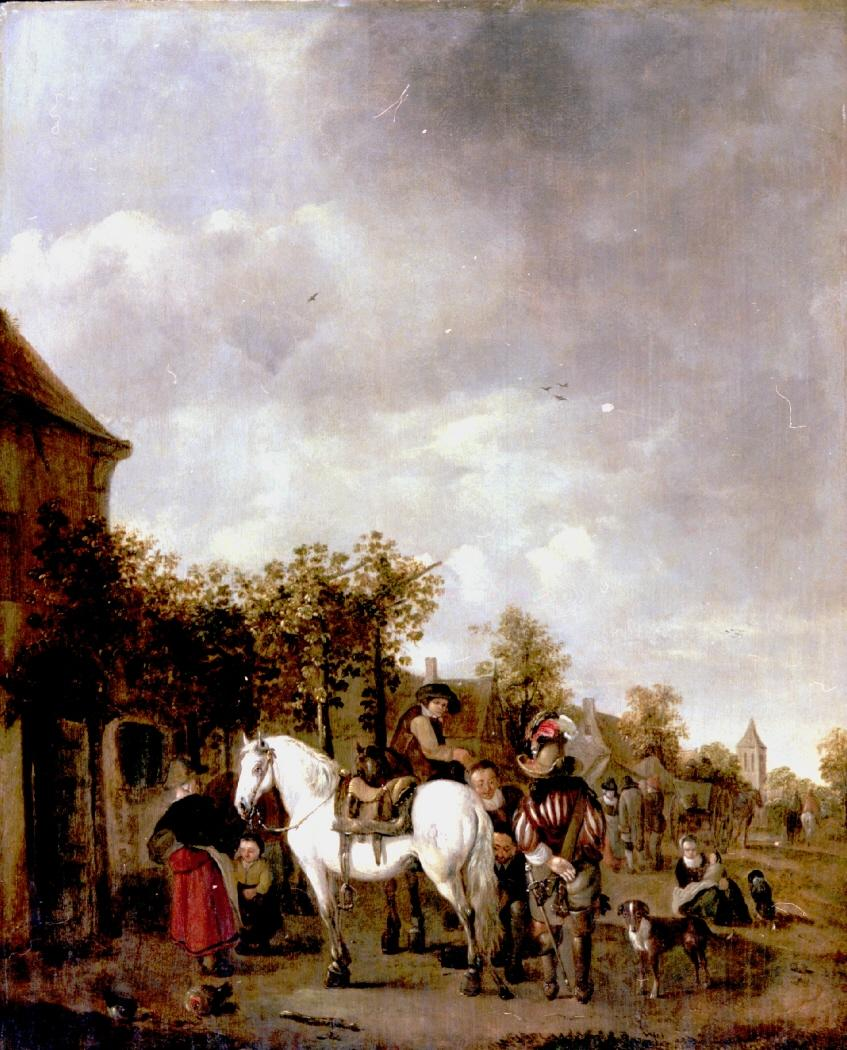
Soldados a la puerta de un mesón, firmado «J. Koolen», óleo sobre tabla, 55,8 x 45 cm, Madrid, Museo Lázaro Galdiano.

Jacobus Koolen, o Jacobus Kool (Haarlem, 1639 – 1666), fue un pintor barroco neerlandés de paisajes con caballos y soldados.
Hijo de Willem Gillisz. Kool y de Cornelia van der Molen, casados el 17 de enero de 1638, hubo de nacer entre esa fecha y poco antes del 5 de noviembre de 1639, cuando fue enterrada su madre.  Pudo formarse al lado de su padre, también pintor paisajista y seguidor de Jan van Goyen. En abril de 1666 contrajo matrimonio con María Bleker, una muchacha católica de trece años de edad, hija del también pintor paisajista Gerrit Claesz. Bleker. Pocos meses después, el 30 de septiembre de ese mismo año, firmó su testamento y fue enterrado el 4 de octubre de 1666.
Dada su temprana muerte son pocas las obras de su mano conservadas, entre las que destacan dos firmadas: Soldados a la puerta de un mesón del Museo Lázaro Galdiano de Madrid y Feria del caballo del Museum Bredius de La Haya.